# Small World (Brettspiel)
Small World (englisch: „kleine Welt“, auch „Smallworld“ geschrieben) ist ein strategisches Brettspiel für zwei bis fünf Personen, entwickelt von Philippe Keyaerts und illustriert von Miguel Coimbra. Es erschien 2009 bei Days of Wonder und basiert auf einem früheren Brettspiel des Autors, Vinci von 1999.
Im Oktober 2009 war es eins der vier Brettspiele, die auf der europäischen Brettspielmeisterschaft gespielt wurden.

## Spielidee
Das Spiel handelt vom Aufstieg und Fall zahlreicher Völker in der Fantasywelt Small World. Die Spieler fungieren als Herrscher über die Völker, erobern und kontrollieren mit ihrer Hilfe Regionen und sammeln so Siegpunkte. Zu den Besonderheiten des Spiels gehört, dass ein Spieler dies nicht nur mit einem bestimmten Volk erreicht; vielmehr muss er gezielt seine alten, schwächeren Völker untergehen lassen und neue Völker gründen, um auf Dauer erfolgreich sein zu können.

## Material
Das Spielmaterial von Small World ist vergleichsweise umfangreich. So gibt es für jede mögliche Spielerzahl einen eigenen Spielplan. Die Spielpläne sind unterteilt in 20 bis 46 Regionen, die beispielsweise Wälder, Hügel, Berge oder Sumpfgebiete darstellen.
Die Völker sind zufällig erstellte Kombinationen (Sets) aus Rassen und Spezialfähigkeiten. Jede der 14 genretypischen Rassen (Orks, Elben, Amazonen, Halblinge, Ghule, …) und jede der 20 Spezialfähigkeiten („Fliegend“, „Unerschrocken“, „Diplomat“, „Seefahrer“, …) bringt bestimmte Vorteile mit sich. Kontrolliert ein Spieler etwa „Berittene Zwerge“, erhält er zusätzliche Siegpunkte für Regionen mit Minen (Eigenschaft der Zwerge) und benötigt weniger Truppen, um Ackerland- und Hügelregionen zu erobern (Eigenschaft der Spezialfähigkeit „Beritten“).
Die Präsenz von Völkern in einzelnen Regionen wird durch Spielmarken angezeigt, ähnlich wie bei dem Brettspiel Risiko. Die Gesamtzahl der Spielmarken, die einem Spieler für ein Volk zur Verfügung stehen, hängt von der Rasse und der Spezialfähigkeit ab. Weitere Spielmarken zeigen Verteidigungsanlagen, Helden und einen Drachen, diese können von Völkern mit bestimmten Eigenschaften eingesetzt werden.
Ziel des Spiels ist das Sammeln möglichst vieler Siegpunkte. Sie werden mithilfe der Siegmünzen gezählt, diese dienen ferner auch als Zahlungsmittel für den „Kauf“ neuer Völker.
Das Spielmaterial umfasst:
- 2 beidseitig bedruckte Spielpläne
- 14 beidseitig bedruckte Rassenbanner und 20 Eigenschaftsplaketten (ergibt 280 mögliche Völkerkombinationen)
- 186 beidseitig bedruckte Spielmarken (Armeen)
- 109 Siegmünzen
- 35 Spezialmarken (Festungen, Gebirge, Lager, Helden, Drache), für bestimmte Eigenschaften relevant
- Kampfwürfel, Rundenmarker und Spielanleitung

## Spielverlauf

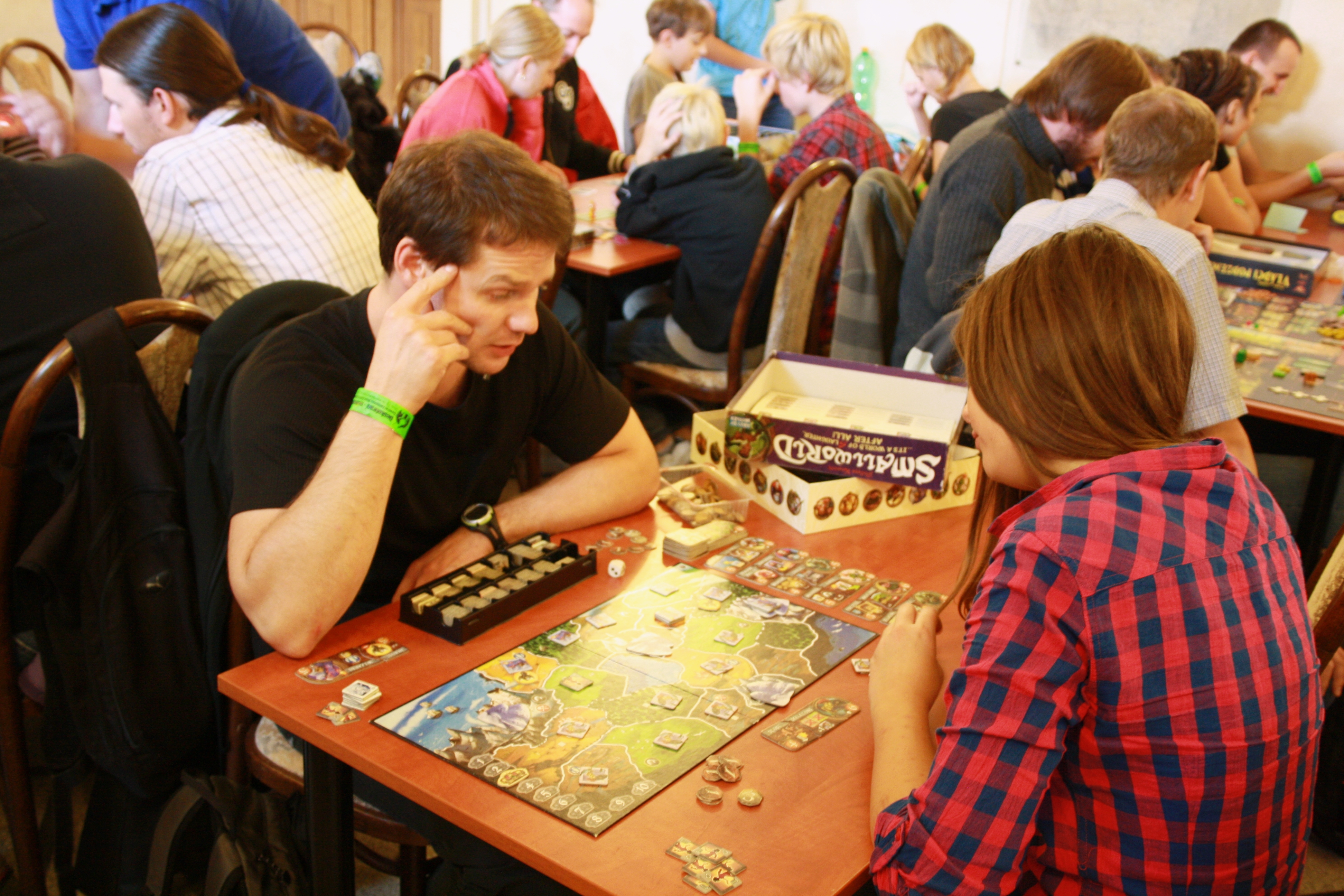
Spiel zu Zweit auf dem kleinsten Spielbrett

Zu Beginn liegen auf dem Spielplan einige Spielmarken für längst untergegangene Stämme aus, sie gestalten das Erobern von Regionen in den ersten Runden etwas schwieriger. Die Spieler wählen eine der sechs ausliegenden Völkerkombinationen. Je nach Kombination kann dies einige Siegmünzen (und damit Siegpunkte) kosten. Die Völkerauslage wird stets wieder auf sechs ergänzt, indem je eine neue zufällige Rasse und Fähigkeit nachgezogen werden.
Der Spieler erhält anschließend so viele Spielmarker (Armeen) für sein Volk, wie auf den Rassen- und Fähigkeitsplättchen angegeben ist. Armeen dienen dazu, neue Regionen zu erobern und besetzte Regionen zu verteidigen. Regionen sind wiederum die wichtigste Quelle für Siegpunkte, der Besitz möglichst vieler Regionen ist daher von spielentscheidender Bedeutung.
Neue Völker werden stets durch die Eroberung von Randregionen ins Spiel gebracht. Allgemein kann eine Region erobert werden, wenn der angreifende Spieler genügend viele Spielmarker seines Volkes dafür einsetzt. Schwieriges Gelände, Verteidigungstruppen und Befestigungen im Zielgebiet erfordern den Einsatz von mehr Armeen. Eroberungszüge kann ein Spieler solange durchführen, wie er genügend Armeen dafür aufbringen kann. Fehlen dem Spieler für einen letzten Feldzug einige wenige Armeen, kann er einen weiteren Angriff unter Verwendung des Würfels probieren. Dieser „letzte Eroberungsversuch“ ist auch der einzige, bei dem der Zufall eine Rolle spielt.
Im Anschluss an die Eroberungsphase darf ein Spieler seine Truppen nach Belieben neu verteilen, jedoch muss mindestens eine Armee in jeder Region verbleiben. Den Abschluss eines Spielzugs bildet die Wertungsphase: Ein Spieler erhält für alle Regionen, die er am Ende seiner Runde kontrolliert, Siegmünzen. Je nach Rasse und Spezialfähigkeit bringen bestimmte Regionen Bonuserträge und sind damit für den Spieler interessanter (beispielsweise erhalten die „Menschen“ zusätzliche Siegmünzen für kontrolliertes Ackerland).
Im Verlauf des Spiels werden sich die Armeen eines Volkes immer weiter verstreuen oder durch Gegenangriffe dezimiert, so dass sich das Volk für weitere Eroberungszüge nicht mehr eignet. Der Spieler kann dann beschließen, dieses Volk untergehen zu lassen. Er wählt dazu aus der Auslage ein neues Volk und erhält dafür auch neue Truppen. Dem Untergang geweihte Völker verlieren zwar an Macht, nutzen ihrem ehemaligen Herrscher aber weiterhin: Ihre Truppen verbleiben, wenn auch dezimiert, in den vormals besetzten Regionen und bringen daher solange weitere Siegmünzen, bis diese Regionen durch andere Völker erobert werden. Das Untergehenlassen eines Volks kostet den Spieler eine komplette Spielrunde, die Entscheidung über den richtigen Zeitpunkt, ein Volk aufzugeben, ist von großer Bedeutung für das Spiel.
Ein Spiel ist, je nach Spielerzahl, auf 9 bis 12 Runden begrenzt und dauert ungefähr 60 Minuten. Bei Spielende gewinnt derjenige Spieler, der die meisten Siegpunkte anhäufen konnte.

## Auszeichnungen
Bei der Verleihung des Deutschen Spiele Preis 2009 erreichte Small World den 5. Platz. Von der Wiener Spiele Akademie erhielt es die Auszeichnung „Spiele Hit für Experten 2009“. Weiterhin war Small World für den International Gamers Award 2009 in der Kategorie „General Strategy Games – Multiplayer“ nominiert. Das US-amerikanische Spielemagazin Games Magazine ernannte Small World zum „Game of the Year 2010“ (Kategorie Brettspiele). Die französische Spieleseite Tric Trac verlieh dem Spiel die Auszeichnung „Tric Trac d’Or 2009“. Bei der Verleihung des französischen Kritikerpreises As d’Or – Jeu de l’Année am 4. März 2010 erhielt das Spiel den Spezialpreis der Jury (prix spécial du jury).

## Erweiterungen
Zu Small World sind bisher neun Erweiterungen erschienen. Zusätzlich wurden auf der Spiel in Essen verschiedene Promo-Erweiterungen kostenlos als Goodie verteilt oder verkauft.
Einige in den Erweiterungen enthaltene Völker, Spezialfähigkeiten und neuen Spieleelemente basieren auf Beiträgen eines von Days of Wonder im Sommer/Herbst 2009 veranstalteten Ideenwettbewerbs zum Spiel.
Die bisher erschienenen Erweiterungen:
- Anführer der Small World (2009) (englischer Titel: Leaders of Small World) ist eine im Rahmen des Ideenwettbewerbs von Michael Ormesher aus Großbritannien entwickelte Erweiterung, die an die Teilnehmer des Wettbewerbs vergeben wurde und seit November 2009 ausschließlich bei BoardGameGeek erhältlich ist. Sie ergänzt das Spiel um einen Anführer für jede Rasse (einschließlich der Rassen der Erweiterungen), der im Spiel als besonderer Spielmarker fungiert.[9]
- Frauenpower (2009) (englischer Titel: Grand Dames of Small World) enthält drei neue weibliche Völker (Priesterinnen, Zigeunerinnen und die Weißen Frauen) sowie zwei neue Spezialfähigkeiten.
- Verflucht! (2009) (englischer Titel: Cursed!; von Phil Walker-Harding) enthält zwei neue Völker (Kobolde und Goblins) sowie fünf neue Spezialfähigkeiten, darunter die titelgebende negative Eigenschaft „Verfluchte“, die keinerlei Vorteile bringt und deren Überspringen beim Kauf zusätzliches Gold kostet.
- Die Insel des Geisterbeschwörers (2010) (englischer Titel: Necromancer Island) ist eine limitierte Erweiterung, die bei einigen Händlern als kostenlose Beigabe zum Kauf eines Small-World-Spiels erhältlich ist. Mit der Erweiterung kann ein Spieler die Rolle des titelgebenden Geisterbeschwörers übernehmen, der nach modifizierten Regeln spielt und seine Armee, die Geister, unter anderem aus ausgeschiedenen Spielmarken erstellt.[10]
- Fabeln & Legenden (2010) (englischer Titel: Tales & Legends) erschien im Juli 2010 und wurde von Laurent Verrier, dem Gewinner des Ideenwettbewerbs, unter Mithilfe des Spieleautors Keyaerts entwickelt; die grafische Gestaltung übernahm dieses Mal Nicolas Fructus. Die Erweiterung umfasst insgesamt 54 Ereigniskarten, von denen zu Beginn jeder neuen Runde eine aufgedeckt wird.[8][11] Die Ereigniskarten zeigen jeweils eine Sonderregel für die entsprechende Runde, beispielsweise, dass bestimmte Regionen in der Runde nicht erobert werden können oder sogar verlassen werden müssen oder, dass eine bestimmte Spielweise zusätzliche Siegpunkte bringt.
- Keine Panik! (2010) (englischer Titel: Be Not Afraid…) enthält je fünf neue Völker und Spezialfähigkeiten sowie einen Sortiereinsatz für alle bisherigen Erweiterungen.[12]
- Tunnel (2011) ermöglicht es die Spielbretter von Small World und Small World Underground zu einem zusammenhängenden Spielbrett für sechs Spieler zu verbinden. Sie war zunächst als Promo-Erweiterung auf der Spiel 2011 verteilt worden, wurde danach aber auch an Einzelhändler als kostenloses Goodie zur Weitergabe mit dem Hauptspiel oder anderen Erweiterungen vergeben.[13]
- Royal Bonus (2013) ist eine Mini-Erweiterung, welche zunächst nur für Unterstützer der Small World 2-App für Android, Windows (via Steam) und iOS erhältlich war, nun aber auch zum Kauf zur Verfügung steht. Sie enthält die neuen Völker Faune, Igors und Baumwesen sowie die neuen Spezialfähigkeiten Feuerball, Wasser und Koloss.
- Small World 6-Spieler-Brett (2013) Das enthaltene Spielbrett dieser Erweiterung lässt sich mit dem Hauptspiel Small World (Vorderseite des Spielbretts), sowie auch dem 2011 erschienenen Small World Underground (Rückseite des Spielbretts) mit sechs Spielern bespielen. Neue Völker oder Spezialfähigkeiten sind nicht enthalten, jedoch 1 Gebirge, 2 Schwarze Berge, 1 Rachsüchtige-Marker und 3 Untergegangene Stämme-Plättchen.
- Im Netz der Spinne (2014): Diese Mini-Erweiterung enthält drei neue Völker Eishexen, Skags und Schleudermenschen. Außerdem sind drei neue Spezialfähigkeiten Nachahmer, Lava und Wiederbelebend enthalten.
- River World (2016)
- Sky Islands (2017)
- Small World of Warcraft (2020)

## Small World Underground (2011)
Small World Underground ist ein im Mai 2011 erschienenes eigenständiges Spiel, das jedoch weitgehend auf Small World basiert und dessen Regeln und Spielmechanismen nahezu unverändert übernimmt. Viele Elemente von Small World Underground können daher mit denen des Vorgängers und dessen Erweiterungen kombiniert werden. Abgesehen von den folgend beschriebenen Neuerungen und den damit einhergehenden Regelmodifikationen entspricht der Spielablauf dem von Small World.
Thematisch findet der Kampf um Regionen nunmehr unter der Erdoberfläche statt und wird von 15 neuen, unterirdisch lebenden Völkern ausgefochten. Es gibt vier neugestaltete Spielpläne (je einer für jede Spielerzahl), wobei die Terrainarten größtenteils nur Abwandlungen der des Vorgängers sind („Pilzwald“ statt „Wald“ usw.). Zu den Neuerungen zählen unpassierbare Abgründe sowie ein Fluss, der die Welt in zwei Landmassen trennt und die Meeresregionen des Vorgängers ersetzt.
Spieltechnisch neu sind die Besonderen Orte und Achtbaren Altertürmer. Sie werden zufällig gezogen und auf dem Spielplan platziert, sobald ein Spieler eine von Monstern (eine neue neutrale Spielpartei) besetzte Region erobert. Orte und Altertümer können durch Eroberung der entsprechenden Region den Besitzer wechseln und bringen diesem bestimmte Vorteile im Spiel: Das „Zepter der Habgier“ kann beispielsweise einmal pro Runde den Siegpunktertrag einer Region verdoppeln, das „Frevelhafte Pentagramm“ ermöglicht bei Eroberung den Einsatz eines mächtigen Monsters. Orte und Altertümer unterscheiden sich nur insofern voneinander, als das Altertürmer für ihren Einsatz in die entsprechende Region verlegt werden müssen, wohingegen Besonderen Orte für den Rest des Spiels in der ursprünglichen Region verbleiben.

## Small World Realms (2012)
Small World Realms ist eine im Mai 2012 erschienene Erweiterung für 2–6 Spieler zu den beiden Hauptspielen Small World und Small World Underground derer Spielmechanismen und Regeln sie sich bedient. Gleichzeitig werden einige wenige neue, wie z. B. die Einführung von Gipfeln und Flussbegrenzungen eingeführt.
Die Erweiterung kann entweder nur mit dem Hauptspiel, nur mit der Erweiterung Underground oder (durch die Mini-Erweiterung Tunnel) sowohl mit dem Hauptspiel als auch Underground in Kombination gespielt werden.
Die Besonderheit ist, dass sich der Spielplan nun nicht mehr statisch aufbaut, sondern durch insgesamt 26 sechseckig geformte Landschaftsmodule – auf denen jeweils 1–3 Regionen aufgedruckt sind – modular durch das Zusammenlegen zusammensetzt. In der Spielanleitung befinden sich mehrere Gestaltungsvorschläge bzw. Szenarien für 2–6, 3–4, 3–6, 4,5 und 5 Spieler. Außerdem sind Regeln enthalten, welche eine komplett freie Gestaltung ermöglichen. Die Vorderseite der Landschaftsmodule ist mit Regionen aus Small World die Rückseite mit Regionen aus Small World Underground bedruckt. Ferner sind sieben Gebirgs- (+1 Verteidigung), vier Gipfel- (+2 Verteidigung) und sechs Schluchtenplättchen (Gebiet nicht begehbar) beigelegt. Um den in der Spielanleitung abgedruckten und selbst erstellten Szenarien zusätzliche Szenario-Features bzw. Varianz hinzuzufügen sind sieben Kreaturen- und Objektplättchen enthalten. Um einzelne Flussregionen von anderen Regionen abzutrennen, befinden sich weiterhin sechs Flussgrenzen-Marker und eine neue Runden-Leiste in der Schachtel.
Plättchen mit Wasser-Regionen können als Flüsse, Seen oder Meere eingesetzt werden.

## Digitale Ausgaben
Small World ist plattformübergreifend erschienen. Unterstützt werden Linux, MacOS, Windows, Android und iPad.

### iPad
Anfang April 2010 erschien Small World erstmals als Umsetzung für das Apple iPad. Grafik, Spielablauf und Regeln entsprechen denen des Brettspiels, jedoch treten in der iPad-Version stets nur zwei Spieler gegeneinander an. Die im Juli 2010 erschienene Version 1.0 ergänzte unter anderem einen Computergegner für den Einzelspielermodus und Soundeffekte. Ursprünglich waren im Spiel nur die Völker der Grundversion enthalten, im August 2010 wurden zusammen mit einem Update auf Version 1.1 auch die drei Erweiterungen Verflucht!, Frauenpower und Keine Panik! als separat zu erwerbende Downloads angeboten.